# Aesculus indica
Aesculus indica es una especie de árbol perteneciente a la familia de las sapindáceas.

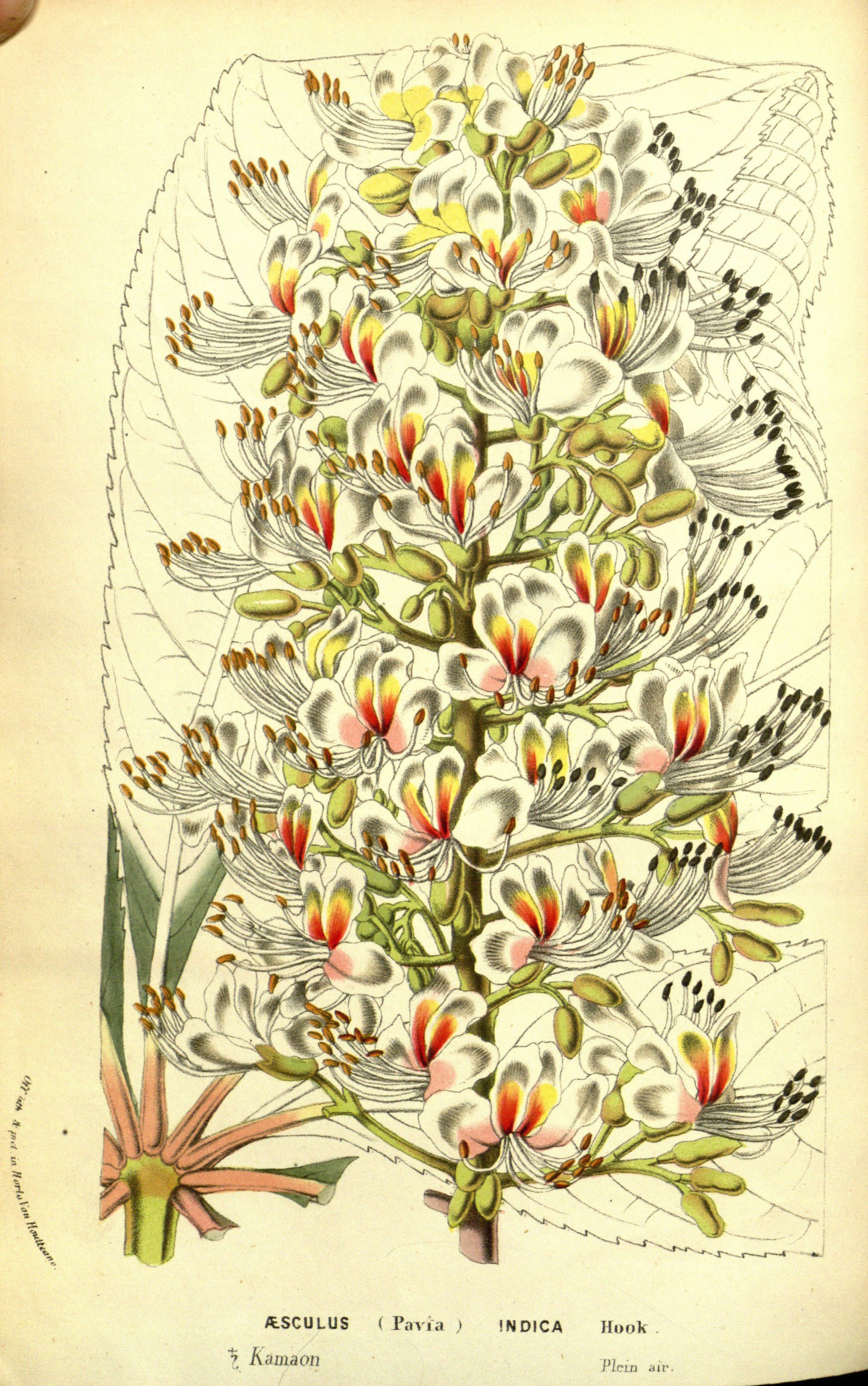
Ilustración

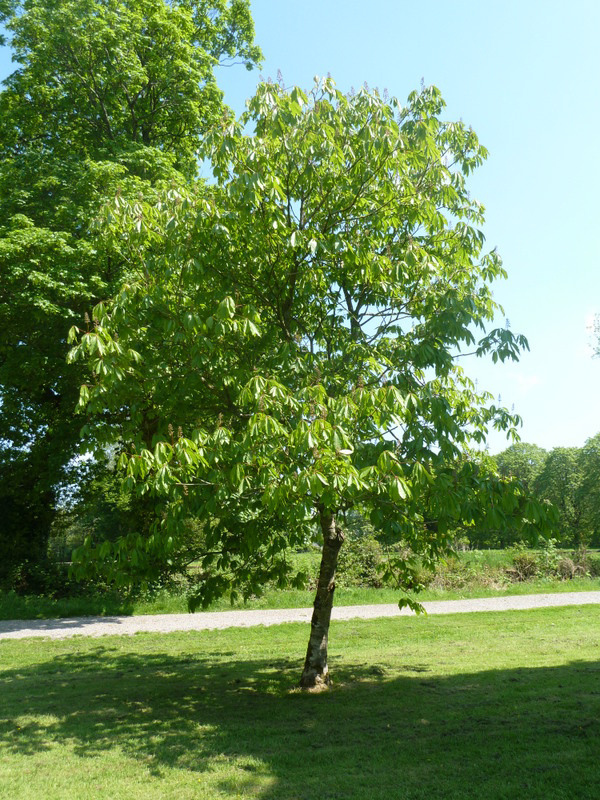
Vista del árbol

## Descripción
Es un árbol atractivo que alcanza un tamaño de unos 30 metros con una extensión de alrededor de 12 metros. Resiste hasta los -15 °C. Tiene grandes hojas que miden de 10-20 cm de largo por 2-6 cm de ancho. Las flores son hermafroditas (tienen órganos masculinos y femeninos) y son polinizadas por las abejas. Está en flor de junio a julio, y las semillas maduran en octubre.
Esta especie es utilizada como planta ornamental, pues los árboles maduros forman un hermoso dosel redondo.

## Distribución
Es común a lo largo de las tierras bajas del Himalaya, entre Cachemira y Nepal occidental a una altura  de entre 900 y 3.000 metros. En las islas británicas es popular en muchos parques y fincas en las que se presentó a mediados del siglo XIX. Se encuentra también en muchas partes de los EE. UU. La recolección comercial de sus semillas para la producción de harina parece haber influido en la distribución natural de esta especie.

## Usos
Sus hojas se utilizan como forraje para el ganado en partes del norte de la India. Sus semillas se secan y son molidas en una harina amarga, llamada Tattawakher. La amargura es creada por saponinas, por lo que hay que tener el cuidado de lavar la harina durante su preparación. La harina se mezcla a menudo con la harina de trigo para hacer chapatis (pan indio), y también para hacer un halwa (dulce indio) y, a veces se sirve como un dalhia (papilla o gachas) durante períodos de ayuno.
Se utiliza en la medicina tradicional india, para el tratamiento de algunas enfermedades de la piel, el reumatismo, como astringente, acre y narcótico. y en el alivio de los dolores de cabeza.
Sus hojas grandes y sus flores lo hace adecuado para los grandes bonsáis.

## Taxonomía
Aesculus indica fue descrita por (Wall. ex Cambess.) Hook.f. y publicado en Botanical Magazine 85:, pl. 5117, en el año 1859.
Etimología
Aesculus: nombre genérico latino dado por Linneo en 1753 y 1754, a partir del Latín antiguo aesculus, -i, el roble, lo que es sorprendente, aunque en los numerosos autores de la antigüedad que lo usaron, Plinio el Viejo precisa en su Historia naturalis (16, 11) que es uno de los árboles que producen bellotas ("Glandem, quae proprie intellegitur, ferunt robur, quercus, aesculus,..."  -La bellota propiamente dicha viene del roble, del aesculus,...) y, quizás de allí proviene la confusión, pues las castañas de india tienen un lejano y superficial parecido con la bellotas por su piel dura y su carne firme y amarillenta.
indica: epíteto geográfico que alude a su localización en el Océano Índico
Sinonimia
- Pavia indica Wall. ex Cambess. basónimo
- Pawia indica Kuntze[6]